# Segestria turkestanica
Espèce
Segestria turkestanica est une espèce d'araignées aranéomorphes de la famille des Segestriidae.

## Distribution
Cette espèce se rencontre en Asie centrale.

## Étymologie
Son nom d'espèce lui a été donné en référence au lieu de sa découverte, le Turkestan.

## Publication originale
- Dunin, 1986 : The spider family Segestriidae in the USSR fauna (Arachnida: Araneae: Haplogynae). Senckenbergiana biologica, vol. 66, no 4, p. 327-332.